# Stadion Naréndry Módího
Stadion Naréndry Módího (anglicky Narendra Modi Stadium, gudžarátsky નરેન્દ્ર મોદી સ્ટેડિયમ, hindsky नरेन्द्र मोदी स्टेडियम) je sportovní stadion v indickém městě Ahmadábád. S kapacitou 132 000 sedících diváků je v roce 2022 největším funkčním stadionem na světě. Jeho majitelem je kriketová asociace státu Gudžarát.
Původní stadion byl na tomto místě u řeky Sábarmatí otevřen 12. listopadu 1983. Původně nesl jméno Sardára Vallabhbháího Patéla, byl také znám jako Stadion Motera podle čtvrti, ve které se nachází. V roce 2006 proběhla rekonstrukce, po níž měl kapacitu 54 000 míst. V roce 2015 byl tento stadion zbořen a nahrazen větším, který postavila firma Larsen & Toubro za sto milionů amerických dolarů. Projekt vypracovala americká architektonická kancelář Populous. Je to první kriketový stadion v Indii, který divákům umožňuje kruhový výhled bez překážejících sloupů, má rozlohu 32 fotbalových hřišť.
Stadion byl otevřen 24. února 2020, kdy na něm při své návštěvě Indie vystoupil americký prezident Donald Trump. Nový stadion svojí velikostí překonal Stadion 1. máje Rungrado v Pchjongjangu, který má 114 000 sedadel (i když severokorejské zdroje uvádějí až 150 000 míst), větší je pouze Velký strahovský stadion, jenž není využíván. V roce 2021 dostal stadion nový název na počest indického premiéra a bývalého premiéra Gudžarátu Naréndry Módího.
Konalo se zde mistrovství světa v kriketu v letech 1987, 1996 a 2011. V roce 2022 stadion hostil finále Indian Premier League, v němž Gujarat Titans porazili Rajasthan Royals.